# Fase de Classificació de la Copa del Món de Rugbi 1991-Àfrica
A la zona d'Àfrica, estava en joc una plaça per la Copa del Món de Rugbi de 1991. En un torneig previ realitzat a Harare, Zimbabwe, els quatre equips aspirants s'enfrontaren en una lliga a una sola volta. El millors equip es va classificar pel torneig: Harare, Zimbabwe.

## Torneig de classificació
Classificació Final
| Equip         | Jugats | Guanyats | Empatats | Perduts | A favor | En contra | Diferència |   |
| ------------- | ------ | -------- | -------- | ------- | ------- | --------- | ---------- | - |
| Zimbàbue      | 3      | 3        | 0        | 0       | 62      | 22        | +40        | 9 |
| Tunísia       | 3      | 2        | 0        | 1       | 31      | 43        | -12        | 7 |
| Marroc        | 3      | 1        | 0        | 2       | 23      | 36        | -13        | 5 |
| Costa d'Ivori | 3      | 0        | 0        | 3       | 20      | 45        | -25        | 3 |
| Zimbàbue | 22 - 9 | Costa d'Ivori | 5 de maig de 1990 - Police Ground, Harare, Zimbabwe |
|          |        |               | 5 de maig de 1990 - Police Ground, Harare, Zimbabwe |

| Marroc | 12 - 16 | Tunísia | 5 de maig de 1990 - Police Ground, Harare, Zimbabwe |
|        |         |         | 5 de maig de 1990 - Police Ground, Harare, Zimbabwe |

| Zimbàbue | 16 - 0 | Marroc | 8 de maig de 1990 - Police Ground, Harare, Zimbabwe |
|          |        |        | 8 de maig de 1990 - Police Ground, Harare, Zimbabwe |

| Costa d'Ivori | 7 - 12 | Tunísia | 8 de maig de 1990 - Police Ground, Harare, Zimbabwe |
|               |        |         | 8 de maig de 1990 - Police Ground, Harare, Zimbabwe |

| Zimbàbue | 24 - 13 | Tunísia | 12 de maig de 1990 - Police Ground, Harare, Zimbabwe |
|          |         |         | 12 de maig de 1990 - Police Ground, Harare, Zimbabwe |

| Costa d'Ivori | 4 - 11 | Marroc | 12 de maig de 1990 - Police Ground, Harare, Zimbabwe |
|               |        |        | 12 de maig de 1990 - Police Ground, Harare, Zimbabwe |